# Burkhard Driest
Burkhard Driest (Stettin, Tercer Reich, 28 de abril de 1939-Berlín, 27 de febrero de 2020) fue un autor, actor, director y productor alemán.

## Biografía

### Primeros años
Nació el 28 de abril de 1939 en Stettin, actualmente Szczecin, hoy Polonia, hijo de un economista y de una profesora de piano. En 1945 la familia cruzó clandestinamente la frontera de la zona ocupada por los soviéticos para instalarse en Peine, Baja Sajonia, RFA. Cinco años después, los padres de Driest se divorciaron, y los hijos se quedaron con su madre. Driest sufrió mucho por la separación, y la ausencia de su padre a menudo le pareció una lacra. En 1950, el mismo año del divorcio, la familia se mudó a Gotinga, donde Driest fue al instituto Felix Klein hasta el año 1957. Aunque su rendimiento académico fue bueno, tuvo que cambiar de instituto varias veces por ser un alumno problemático. De vuelta con su padre, asistió al instituto Ratsgymnasium, en Peine, entre 1957 y 1958. En 1961 terminó el bachillerato en el instituto Hoffman Fallersleben en la ciudad alemana de Brunswick, como tercer mejor estudiante de su curso.

### Atracos a bancos
Driest estudió Derecho en la Universidad de Kiel, la Universidad Libre de Berlín y la Universidad de Gotinga. Sus frecuentes peleas y numerosas amistades con mujeres contribuyeron a crearle una reputación dudosa y cada vez más conflictos con la policía. El 11 de mayo de 1965, tres meses antes de presentarse al examen oral de Derecho, atracó una caja de ahorros en Burgdorf, Hanover. Uno de sus primeros amores le denunció y fue detenido.
Después de ser condenado por la audiencia provincial de Gotinga a cinco años de cárcel, Driest ingresó en la prisión de Celle el primero de julio de 1966. Aprovechando su formación jurídica, empezó a representar a sus compañeros de prisión y llenó la dirección del centro penitenciario de solicitudes y reclamaciones. Fue puesto en libertad por buena conducta en 1968, tras pasar tres años y cuatro meses en la cárcel.
El primero de febrero de 2012, Driest declaró en la tertulia televisiva Markus Lanz, del canal de televisión pública alemana ZDF, que también había atracado un banco en Dransfeld, Gotinga, pero fue absuelto por falta de pruebas.

### Actor
Después de cumplir su condena y antes de triunfar como autor y actor, Driest trabajó como obrero en el puerto de Hamburgo y como camarero y taxista en Londres. Su primer libro, Die Verrohung des Franz Blum, en el que describía su estancia en la cárcel entre 1965 y 1968, se convirtió en un éxito.
Burkhard Driest escribió el guion para la película del mismo nombre (1974), dirigida por Reinhard Hauff, e interpretó el papel del matón Kuul, adversario del protagonista Franz Blum (interpretado por Jürgen Prochnow). Poco después, el entonces director del teatro de Bochum, Peter Zadek, le ofreció el papel principal de Stanley Kowalsky en la obra Un tranvía llamado deseo, junto a la actriz Rosel Zech. 
En 1974 Burkhard Driest participó en la tertulia televisiva de Dietmar Schönherr Je später der Abend (Cuanto más tarde la noche) con Romy Schneider y Bubi Scholz. En el transcurso de su aparición en directo, Romy Schneider tocó el brazo de Burkhard Driest, vestido con una cazadora negra, y le dijo: Usted me gusta. Me gusta mucho. Para el espectador atento, estas palabras eran una variante del texto interpretado por Schneider en la película Sissi, cuando con el mismo tono de voz decía acerca del emperador Francisco José I de Austria (Karlheinz Böhm): Le quiero, y más de lo que creéis. Este gesto dio lugar a numerosos titulares, y el grado de notoriedad de Driest aumentó repentinamente. 
En 1975 escribió la serie Zwischen achtzehn und zwanzig (Entre dieciocho y veinte) para la NDR (Radiodifusora del norte de Alemania). El tema de la serie fueron los problemas a los que se enfrentaban los aprendices durante su formación profesional. Driest se aseguró de que algunos de los papeles fueran interpretados por aprendices. A partir de 1978 escribió junto a Lukas Heller el guion de Son of Hitler basándose en una idea de Udo Lindenberg, así como varios otros guiones para Paramount Pictures, United Artists y 20th Century Fox.
En 1980 la actriz Monika Lundi denunció a Driest por violación en Estados Unidos. El incidente ocurrió supuestamente  durante un curso de arte dramático en Santa Mónica, California. El juez designado para el caso, Rittenband, que anteriormente había dirigido el proceso contra Roman Polanski, consideró que las acusaciones eran inverosímiles y sólo condenó a Driest a una multa de 500 dólares por imprudencia con resultado de lesiones corporales.
Después de publicar un libro sobre la poesía del drama cinematográfico, Driest dio clases en la universidad alemana de cine y televisión (Deutsche Film- und Fernsehakademie) en Berlín.
En 2010 empezó a escribir la primera parte de sus memorias. Preguntado por su futuro, dijo que desde hacía tiempo trabajaba en una carrera muy distinta, sin dar más detalles.
Burkhard Driest fue el padre de la escritora Johanna Driest.
Falleció el 27 de febrero de 2020 en Berlín.

## Filmografía

### como actor
- 1974: Die Verrohung des Franz Blum
- 1976: Der Kommissar – capítulo: Der Held des Tages
- 1977: Stroszek
- 1977: Steiner – Das Eiserne Kreuz
- 1978: Hitlers Son (película, Rod Amateau)
- 1980: Endstation Freiheit
- 1980: Tatort – Folge: Schussfahrt
- 1981: Kalt in Kolumbien (película, Dieter Schidor)
- 1982: Querelle
- 1983: Die wilden Fünfziger
- 1986: Kir Royal
- 1987: Derrick – capítulo: Nur Ärger mit dem Mann aus Rom
- 1987: Taxi nach Kairo
- 1995: Private Life Show (telefilm, Martin Buchhorn)
- 1995: Ex
- 1998: Sieben Monde
- 2000: I Love You, Baby
- 2002: Tatort – capítulo: Der Passagier
- 2003: Hamlet X
- 2009: Lasko – Die Faust Gottes (serie para televisión)
- 2010: Der rote Regen (tele film, Michael Kreindl)

### como guionista
- 1974: Die Verrohung des Franz Blum (guion basado en su novela homónima)
- 1974: Zündschnüre
- 1975: Von achtzehn bis zwanzig (serie para la cadena de televisión NDR)
- 1976: Paule Pauländer – dirección: Reinhard Hauff
- 1978: Hitlers Sohn
- 1980: Endstation Freiheit
- 1982: Querelle
- 1984: Annas Mutter
- 1997: Sanfte Morde
- 1999: Schande

## Otras obras
Novelista
- Die Verrohung des Franz Blum, 1972
- Mann ohne Schatten, 1981
- Sanfte Morde, 1997
- Lluvia roja, 2003
- Liebestod, 2005
- Brennende Schuld, 2006
- Sommernachtsmord, 2008
- Küchenkunst, 2010
- Die Maikäfer und der Krieg, 2011

Autor teatral
- Sofortige Erleuchtung inkl. MwSt. (Instant Enlightenment incl. VAT) – Andrew Carr, traducido por Burkhard Driest, Rowohlt, Reinbek 1985
- Andy – musical (texto), 1985
- Judit – obra de teatro, 1997
- Falco meets Amadeus – musical (texto), música de Johnny Bertl y Manfred Schweng, producción de Elmar Ottenthal, estrenada el 23 de septiembre de 2000 en el Teatro del Oeste, Berlín

Actor de teatro
- 1974 Endstation Sehnsucht, Teatro dramático de Bochum
- Der verbotene Garten – Fragmente über D’Annunzio de Tankred Dorst. Dirección: Wilfried Minks, Teatro Dramático de Hamburgo

Autor de libros de divulgación
- Poetik des Filmdramas für Drehbuchautoren, 2001

Director
- Annas Mutter, 1984

Productor
- Hitlers Son – dirección: Rodney Amateau, USA, 1978
- Kalt in Columbien – dirección: Dieter Schidor, 1981
- Querelle – dirección: Rainer Werner Fassbinder, 1982

## Premios
- Prix Italia para el guion Schande